# Amphiura tutanekai
Amphiura tutanekai is een slangster uit de familie Amphiuridae.
De wetenschappelijke naam van de soort werd in 1974 gepubliceerd door Alan N. Baker.